# Brutal Truth
Brutal Truth fue un supergrupo estadounidense de Grindcore y Deathgrind, proveniente de Nueva York, formada por exmiembros de Anthrax, Nuclear Assault, Stormtroopers Of Death y Siege en 1990. La banda se separó en 1998, pero volvieron a unirse en el 2006 y han lanzado dos álbumes desde esa fecha, pero en 2014 anuncaron su separación definitiva.
Poco después algunos exmiembros de esta banda de unieron a la banda de Powerviolence Agoraphobic Nosebleed junto a Scott Hull, el cual también perteneció a Brutal Truth.

## Biografía
Brutal Truth se formó en el año 1990 en la ciudad de New York, mantenían un contrato con Earache Records con quienes lanzarons dos álbumes, Extreme Conditions Demand Extreme Responses y Need to Control además de un EP titulado Perpetual Conversion y los sencillos en formato 7" de las canciones "Ill Neglect" y "Godplayer". Durante ese tiempo, se filmaron los videos de las canciones "Ill Neglect", "Collatoral Damage" y "Godplayer". Casi en seguida, Brutal Truth finalizó su contrato con Earache Records para firmar con Relapse Records, agregándose a su extensa lista de bandas de grindcore. 
Con Relapse, lanzaron el mini-álbum Kill Trend Suicide, el álbumSounds of the Animal Kingdom y un CD-doble en vivo titulado Goodbye Cruel World.
En el 2001, el "libro de los Record Guiness" premió a Brutal Truth por haber lanzado el "video musical más corto", de la canción "Collateral Damage", el cual dura solamente 2.18 segundos y consiste de solo 48 imágenes en una sucesión rápida seguido de un clip de una explosión.[cita requerida]
El baterista Richard Hoak fue el que se encargó de tocar la batería y hacer las voces al mismo tiempo para el álbum Total Fucking Destruction ya que Kevin Sharp se encontraba trabajando en un nuevo álbum de la banda de Hardcore Punk Venomous Concept en el 2004, la cual incluye miembros de The Melvins y Napalm Death. Sharp también trabajó junto con la banda australiana Damaged por un corto tiempo en 1999. Dan Lilker también estaba algo ocupado ya que en ese entonces tocaba el bajo para muchas bandas, incluida la nuevamente reunida banda Nuclear Assault.
Brutal Truth volvió a formarse en el año 2006 con tres cuartas partes de la última alineación (Lilker, Hoak and Sharp); Erik Burke (de Lethargy) sustituyó a Brent McCarty en la guitarra.

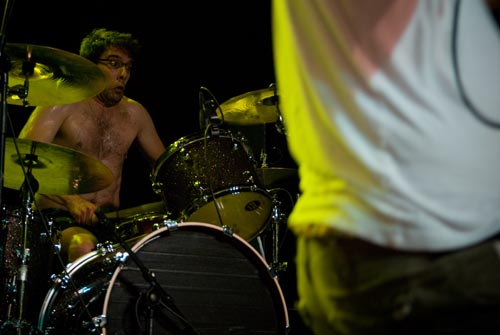
Richard Hoak, Hole In The Sky 2008

El 8 de julio de 2008, cuatro nuevas canciones de Brutal Truth fueron lanzadas en el álbum recopilatorio "This Comp Kills Fascists". Este es el primer trabajo de la banda después de su reformación.
El 21 de enero de 2009, se anunció que Brutal Truth habían finalizado su nuevo material llamado Evolution Through Revolution, el cual fue lanzado el 14 de abril en Estados Unidos, el 17 de abril en Alemania y el 20 de abril en todo el mundo. El álbum también está disponible a través de streaming en el internet. También se lanzó un video de la canción "Sugardaddy/Branded" el 17 de 3 de julio del 2009.

## Integrantes

### Actuales
- Kevin Sharp - Voz (Venomous Concept, ex-WGHR DJ)
- Erik Burke - guitarra (ex-Kalibas, ex-Lethargy, Sulaco)
- Dan Lilker - bajo, voces adicionales (Nuclear Assault, ex-Anthrax)
- Richard Hoak - batería (Total Fucking Destruction)

### Miembros pasados
- Brent McCarthy - guitarra
- Scott Lewis - batería (ex-Winter)
- Jody Roberts - guitarra (ex-Kalibas)

## Discografía

### Álbumes de estudio
- The Birth of Ignorance demo (1990)
- Extreme Conditions Demand Extreme Responses (1992, Earache Records)
- Need to Control (1994, Earache Records)
- Kill Trend Suicide (1996, Relapse Records)
- Sounds of the Animal Kingdom (1997, Relapse Records)
- Evolution Through Revolution (2009, Relapse Records)
- End Time (2011, Relapse Records)

### Mini álbumes / EP
- Ill Neglect (1992, Earache Records)
- Perpetual Conversion (1993, Earache Records)
- Godplayer (1994, Earache Records)
- Machine Parts +4 (1996, Relapse Records)
- split con Spazz (1996, Bovine Records)
- split con Rupture (1997, Relapse Records)
- split con Converge (1997, Hydra Head Records)
- split con Melvins (1997, Reptile Records)
- split con Violent Society (1997, Relapse Records)
- For Drug Crazed Grindfreaks Only! En vivo en Noctum Studios + 1 (2000, Solardisk Records)
- split con Narcosis/Total Fucking Destruction (2007, Calculated Risk Records)
- Split 7"s 7" lanzados con las canciones del split con Converge en el lado A y Violent Society en el lado B (2008, Relapse Records)[5]

### Recopilatorios
- Goodbye Cruel World (recopilación de material en vivo y algunas rarezas (1999, Relapse Records))
- This Comp Kills Fascists Vol. 1 (2008, Relapse Records)

### DVD
- For the Ugly and Unwanted - This is Grindcore (2009, Season of Mist)